# HMGB2
HMGB2‏ (High mobility group box 2) هوَ بروتين يُشَفر بواسطة جين HMGB2 في الإنسان.

## الوظيفة
يُشفِّر هذا الجين بروتينًا من عائلة بروتينات مجموعة الحركة الكروموسومية غير الهيستونية عالية الحركة. ترتبط بروتينات هذه العائلة بالكروماتين، وتنتشر في كل مكان في نواة الخلايا حقيقية النواة العليا. وقد أظهرت الدراسات المختبرية قدرة هذا البروتين على ثني الحمض النووي (DNA) وتكوين حلقاته بكفاءة. وتشير هذه الدراسات إلى دوره في تسهيل التفاعلات التعاونية بين البروتينات ذات التأثير السيس (cis-acting) من خلال تعزيز مرونة الحمض النووي. كما أُفيد بأن هذا البروتين يشارك في خطوة الربط النهائية في عمليات ربط نهايات الحمض النووي (D(J))، والتي تشمل إصلاح كسور السلسلة المزدوجة للحمض النووي، وإعادة تركيب التأشيب الجسمي.